# Amadis de Gaule
Pour les articles homonymes, voir Amadis.
Amadis de Gaule (Amadís de Gaula) est un roman de chevalerie espagnol qui, sous la forme où nous le lisons, est l'œuvre de Garci Rodríguez de Montalvo et fut publié en 1508 à Saragosse. Il s'agit du remaniement d'un texte antérieur dont la datation, la localisation et l'attribution sont fort discutées. L'ouvrage de Montalvo a été adapté en français par Nicolas Herberay des Essarts, dont la traduction a été publiée pour la première fois par Denis Janot, Vincent Sertenas et Jehan Longis en 1540 à Paris.

## Contenu
Le héros du roman est Amadis, dit successivement le « Damoiseau de la Mer», le « Beau ténébreux » (espagnol : Beltenebros) et le « Chevalier de la Verte Épée ». Il est le fils de Périon, roi fabuleux de France, et d'Élisène de Bretagne (c'est-à-dire d'Angleterre). Sa mère l'abandonne à la naissance en le plaçant dans une barque avec une bague et une épée comme objets de reconnaissance. Les flots poussent la nacelle jusqu'en Angleterre. Le bébé est recueilli par le chevalier Gandales, qui l'appelle le Damoysel de la Mer, l'amène en Écosse et l'élève avec amour. L'enfant est en butte aux méfaits du sorcier Arcalaus, mais la magicienne Urgande veille sur lui. Le « Damoiseau de la Mer » devient un beau jeune homme et Urgande apprend à son père adoptif qu'il deviendra un vaillant chevalier. L'adolescent décide de partir à la quête de ses origines : il traversera dès lors les aventures les plus fantastiques, toujours protégé par Urgande. Amadis défend Lisvart, roi de Bretagne, contre les entreprises du roi d'Irlande, Cildadant, et de plusieurs géants, ses alliés. Mais Lisvart le paye d'une telle ingratitude que le jeune chevalier quitte la cour de Bretagne. Le roi d'Écosse Languines l'amène à sa propre cour, où il fait la connaissance de la princesse Oriane, fille de Lisvart : les deux jeunes gens tombent instantanément amoureux l'un de l'autre et se jurent une fidélité éternelle. Amadis est armé chevalier et part aussitôt à l'aventure. Il vainc le géant Abyès, ennemi du roi Périon, et est accueilli à la cour de ce dernier ; grâce à la bague qui l'identifie, il retrouve ses parents. Mais l'appel de l'aventure lui fait reprendre sa route. Retenu par un sortilège dans le château d'Arcalaus, il est libéré par Urgande. Le hasard lui fait combattre son propre frère Galaor, qu'il finit par reconnaître et avec lequel il s'allie. Après de nombreuses prouesses, les deux frères parviennent à sauver Lisvart et sa fille Oriane, eux aussi tombés sous la coupe d'Arcalaus et enfermés dans un château enchanté. À son tour captif de forces occultes et privé de tout secours, Amadis est enfin délivré par Oriane. Sa vocation aventureuse lui fait bientôt quitter les bras de sa bien-aimée. Il gagne le royaume de Sobradine, où la jeune reine Briolanie lui fait le meilleur accueil. Mais, Oriane lui manque trop et il décide de l'aller retrouver. Passant par l'Île Ferme où se trouve le légendaire Château des Boucliers, lieu d'épreuves insolubles proposées aux chevaliers, il y pénètre avec succès et délivre tous les prisonniers. Il reçoit alors une lettre courroucée d'Oriane qui le croit amoureux de Briolanie et lui interdit de reparaître à sa vue. Amadis affligé se retire en l'ermitage de Roche-Pauvre et y gagne le surnom de « Beau Ténébreux ». Quelque temps après, il est appelé au secours du roi Lisvart et de sa fille ; le Beau Ténébreux redevient un guerrier et prend le nom de Chevalier de la Verde Espée. Volant de victoire en victoire, il arrache enfin Oriane à l'empereur d'Occident qui la tenait prisonnière, et les deux amants réconciliés se retirent dans l'Île Ferme. L'histoire s'achève par une série de mariages : Amadis avec Oriane, Galaor avec Briolanie et d'autres chevaliers avec l'élue de leur cœur.
Amadis est le type de l'amant constant et respectueux aussi bien que du chevalier errant. Accompagné de son frère Galaor et protégé par l'enchanteur Alquif et la fée Urgande, il doit affronter des épreuves innombrables afin de conquérir la belle Oriane. 
Amadis joue en Espagne un rôle analogue à celui du roi Arthur en Angleterre et de Charlemagne en France. Les aventures de ce prince n'ont rien d'historique ; on ne sait d'ailleurs pas à quelle époque précise il faut les rapporter. 
Le roman d'Amadis fut composé vers le XVe siècle par divers auteurs ; il est en prose et comprend 24 livres, dont les 13 premiers sont en espagnol et les autres en français. Les quatre premiers livres traitent d'Amadis de Gaule seul, les suivants racontent les exploits de son fils Florisando et de plusieurs autres (Amadis, Amadis de Grèce, Amadis de l'Étoile, Amadis de Trébizonde, etc.), tous issus du premier.

## Origines
Les deux premiers traducteurs français d’Amadis, Nicolas Herberay des Essarts (XVIe siècle) et Louis-Élisabeth de La Vergne de Tressan (XVIIIe siècle), affirment que les livres espagnols dont ils ont fait la traduction sont en fait inspirés d'une œuvre originale française. Des Essarts dit même avoir « trouvé encores [sic] quelque reste d'un vieil livre escrit à la main en langage picard, sur lequel j'estime que les Espagnols ont fait leur traduction, non pas du tout suivant le vray original [...] ». Tressan pose l'hypothèse que le manuscrit dont fait mention des Essarts était plutôt probablement un manuscrit en langue romane du XIIe siècle, s'appuyant sur la ressemblance formelle entre cette langue et le picard et sur le fait que les autres grands romans français de chevalerie datent de cette époque. À son avis, en outre, seuls les trois premiers livres seraient français, compte tenu du style et du contenu résolument différents du reste de l'œuvre. Dans la préface de sa version versifiée d’Amadis (1813), Auguste Creuzé de Lesser n'ose trancher la question de savoir si l'œuvre était ou non française à l'origine.
D'autres sources attribuent plutôt l'invention du personnage à Vasco de Lobeira (en) ou à João Lobeira, troubadours portugais respectivement du XIVe siècle et du XIIIe siècle.

## Influence de l’œuvre
Au XVIe siècle, les romans de chevalerie, qui racontent des histoires appartenant à un Moyen Âge mythique, connaissent une grande vogue. Amadis de Gaule est de loin le plus populaire : « Amadis, déjà si cher à l'Espagne, eut dans toute l'Europe un succès si prodigieux et si soutenu qu'on s'étonne ou qu'il l'ait eu ou qu'il ne l'ait pas conservé ». Selon Cervantes, Amadis « a servi de modèle à tous les autres ». Sa lecture charma, en 1521, le jeune Ignace de Loyola convalescent d'une grave blessure reçue au siège de Pampelune. Il faisait partie, sans aucun doute, des romans de chevalerie que goûtait la mère de sainte Thérèse d'Avila (1515-1582) et qu'elle prêtait en cachette à sa fille. Il fut la lecture favorite de rois et d'empereurs, notamment Charles Quint et François Ier, qu'on surnomme d'ailleurs « le roi-chevalier ». On l'appelait même « la Bible du Roy » sous Henri IV. Il nourrissait l'imagination et les ardeurs des conquistadors espagnols. Bernal Díaz del Castillo décrit ainsi, dans son Histoire véridique de la conquête de la Nouvelle-Espagne, son arrivée devant Mexico : « Nous restâmes émerveillés et disions que tout cela rappelait les faits enchanteurs qui sont racontés dans le livre d’Amadis ». 
L’Amadis est traduit dans de nombreuses langues. Il est aussi adapté: ainsi Bernardo Tasso, en 1560, en publie une adaptation en vers, inspirée de la forme du Roland Furieux de L'Arioste et intitulée L'Amadigi.

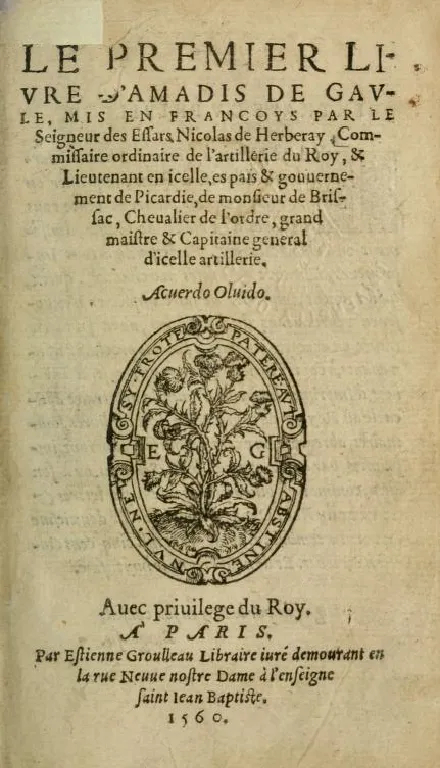
Page de titre du livre I de l'édition française d'« Amadís de Gaula », traduite par Nicolas Herberay des Essarts, Groulleau, Paris, 1560

C'est en réaction à ce phénomène que Cervantes écrit Don Quichotte, qui a principalement pour objet de ridiculiser les chimères issues de cet engouement. En effet, le héros de Cervantes, étourdi par la perfection d'Amadis qu'il prend pour modèle, ne parvient pas à comprendre que de telles fictions sont étrangères au monde réel et contemporain.
Oriane, amante d'Amadis, donnera son nom à Oriane de Guermantes, un des personnages principaux d’À la recherche du temps perdu.
Roger Pathie, l'organiste de la reine Marie de Hongrie, s'inspire du roman pour écrire les spectacles des Triomphes de Binche.

## Publications
Les quatre premiers livres du roman sont regardés comme un chef-d'œuvre par Cervantes[réf. nécessaire].

### Principales publications
Les quatre premiers livres ont été :
- publiés à Saragosse en 1508.
- traduits en français par Nicolas Herberay des Essarts. Paris, chez Denis Janot, Vincent Sertenas et Jehan Longis, 1540.
- transposés en français moderne par Louis-Élisabeth de La Vergne de Tressan. Amsterdam, 1779.
- mis en vers par Auguste Creuzé de Lesser. Paris, chez Delaunay, 1813.

### Éditions modernes
- Amadis de Gaule. Livre I, traduit par Herberay des Essarts. Édition critique par Michel Bideaux. Paris, H. Champion (= Textes de la Renaissance, 116), 2006, 709 p.
- Amadis de Gaule. Livre IV, traduit par Herberay des Essarts. Édition critique par Luce Guillerm. Paris, H. Champion (= Textes de la Renaissance, 92), 2005, 455 p.
- Garci Rodríguez de Montalvo. Le cinquiesme livre d'Amadis de Gaule, traduit par Nicolas Herberay des Essarts. Édition de Véronique Duché. Paris, Classiques Garnier, 2009.
- Amadis de Gaule, réédition en un volume de la traduction de Herberay des Essarts. Édition critique par Georges Bourgueil. Albi, Éditions Passage du Nord-Ouest, novembre 2008.

### Études
- Eugène Baret, De l'Amadis de Gaule et de son influence sur les mœurs et sur la littérature aux XVIe et XVIIe siècles, Paris, Auguste Durand, 1853, 205 p. (lire en ligne). Deuxième édition revue et corrigée, ibid., Firmin-Didot, 1873.
- Collectif, Les Amadis en France au XVIe siècle. Paris, Éditions rue d'Ulm, Presses de l'École normale supérieure, Cahiers V.L. Saulnier, 2000.
- Bruno Méniel, « Luce Guillerm (éd.), Amadis de Gaule. Livre IV », dans Cahiers de recherches médiévales, compte rendu, 2005.

## Opéras
Il existe plusieurs versions lyriques d'Amadis :
- Amadis, tragédie lyrique de Jean-Baptiste Lully sur un livret de Philippe Quinault (qui fut créé le 18 janvier 1684 au théâtre du Palais-Royal[11]) ;
- Amadis de Grèce, tragédie lyrique de André Cardinal Destouches sur un livret de La Motte (1699) ;
- Amadigi, opéra de Georg Friedrich Haendel sur un livret de Nicola Francesco Haym (qui fut créé le 25 mai 1715 au King's Theatre de Londres);
- Amadis de Gaule, opéra de Johann Christian Bach sur le livret de Quinault remanié par Alphonse-Marie-Denis Devismes de Saint-Alphonse (qui fut créé en 1779 à l'Opéra-Comique mais ne connut que peu de représentations avant d'être oublié, puis de ressusciter, toujours à l'Opéra-Comique, en 2012) ;
- Amadis, opéra de Jules Massenet sur un livret de Jules Claretie (qui fut créé en 1922, dix ans après la mort du compositeur).

David Kimbell a comparé en détail les différences de traitement du récit entre les œuvres de Haendel et de Destouches. 

### Discographie
- Haendel : Amadigi di Gaula. Marc Minkowski. Erato 2252 454902 - 1999
- Haendel : Amadigi di Gaula. Al Ayre Español. Eduardo López Banzo. Naïve/Ambroisie AM 133 AM 133 - 2006
- Lully : Amadis, La Simphonie du Marais, Hugo Reyne. Accord - 2006
- Lully : Amadis, Les Talens Lyriques, Christophe Rousset. Aparte - 2013
- Johann Christian Bach : Amadis des Gaules. Helmuth Rilling. Hänsler Classic - 2012
- Johann Christian Bach : Amadis des Gaules, Didier Talpain. Bru Zane - 2015
- Massenet : Amadis. Festival Massenet de Saint-Étienne, Patrick Fournillier. Forlane - 1988?/1995

## Sources
- Marie-Nicolas Bouillet  et Alexis Chassang (dir.), « Amadis de Gaule » dans Dictionnaire universel d’histoire et de géographie, 1878 (lire sur Wikisource)